# Margita, Srbija
Margita (izvirno srbsko Маргита; romunsko Mărghita, madžarsko Nagymargita) je naselje v Srbiji, ki upravno spada pod Občino Plandište; slednja pa je del Južnobanatskega upravnega okraja.

## Demografija
V naselju živi 808 polnoletnih prebivalcev, pri čemer je njihova povprečna starost 41,8 let (40,8 pri moških in 42,7 pri ženskah). Naselje ima 368 gospodinjstev, pri čemer je povprečno število članov na gospodinjstvo 2,85.
Prebivalstvo je večinoma nehomogeno, a v času zadnjih treh popisov je opazno zmanjšanje števila prebivalcev.
|  |

| Demografija | Demografija     | Demografija     |
| Leto        | Št. prebivalcev | Št. prebivalcev |
| ----------- | --------------- | --------------- |
|             |                 |                 |
|             |                 |                 |
|             |                 |                 |
|             |                 |                 |
| 1948        | 1863            |                 |
| 1953        | 1975            |                 |
| 1961        | 1998            |                 |
| 1971        | 1827            |                 |
| 1981        | 1550            |                 |
| 1991        | 1313            | 1111            |
| 2002        | 1261            | 1047            |
|             |                 |                 |

| Etnična sestava po popisu iz leta 2002 | Etnična sestava po popisu iz leta 2002 | Etnična sestava po popisu iz leta 2002 | Etnična sestava po popisu iz leta 2002 | Etnična sestava po popisu iz leta 2002 |
| -------------------------------------- | -------------------------------------- | -------------------------------------- | -------------------------------------- | -------------------------------------- |
| Srbi                                   | Srbi                                   |                                        | 462                                    | 44,12%                                 |
| Romuni                                 | Romuni                                 |                                        | 303                                    | 28,93%                                 |
| Romi                                   | Romi                                   |                                        | 107                                    | 10,21%                                 |
| Madžari                                | Madžari                                |                                        | 100                                    | 9,55%                                  |
| Jugoslovani                            | Jugoslovani                            |                                        | 37                                     | 3,53%                                  |
| Makedonci                              | Makedonci                              |                                        | 13                                     | 1,24%                                  |
| Slovaki                                | Slovaki                                |                                        | 7                                      | 0,66%                                  |
| Nemci                                  | Nemci                                  |                                        | 3                                      | 0,28%                                  |
| Hrvati                                 | Hrvati                                 |                                        | 2                                      | 0,19%                                  |
| Slovenci                               | Slovenci                               |                                        | 2                                      | 0,19%                                  |
| Ukrajinci                              | Ukrajinci                              |                                        | 1                                      | 0,09%                                  |
| Muslimani                              | Muslimani                              |                                        | 1                                      | 0,09%                                  |
| Bolgari                                | Bolgari                                |                                        | 1                                      | 0,09%                                  |
| Neznano                                | Neznano                                |                                        | 4                                      | 0,38%                                  |